# Macromitrium rugulosum
Macromitrium rugulosum là một loài rêu trong họ Orthotrichaceae. Loài này được Ångström mô tả khoa học đầu tiên năm 1876.